# 24 cm K (E)
Il 24 cm Kanone (Eisenbahnlafette) "Theodor", abbreviato in 24 cm K (E), era un cannone ferroviario tedesco impiegato durante la seconda guerra mondiale.

## Storia
A partire dal febbraio 1915, cinque navi da battaglia pre-dreadnought classe Kaiser Friedrich III andarono in disarmo perché obsolete, seguite dalle cinque navi della classe Wittelsbach nel 1916. Ventisei dei loro cannoni principali 24 cm SK L/40 C/94 furono trasferiti dalla Kaiserliche Marine all'Esercito imperiale. Otto andarono ad armare le batterie costiere, mentre le rimanenti bocche da fuoco furono adattate per l'impiego terrestre sul fronte occidentale, realizzando i cannoni ferroviari 24 cm SK L/40 "Theodor Karl", impiegati durante la prima guerra mondiale.
Nel primo dopoguerra, l'Oberkommando des Heeres (OKH) ordinò alla Krupp, nell'ambito del programma di riarmo lanciato nel 1933 dal partito nazista, di iniziare la progettazione di artiglierie ferroviarie completamente nuove. Tuttavia ciò necessitava di lunghi tempi di sviluppo e la Krupp fece presente che poteva invece consegnare rapidamente un numero significativo di pezzi usando le bocche da fuoco navali obsolete, già disponibili perché dismesse dalla marina, e modernizzando i progetti risalenti agli affusti ferroviari della prima guerra mondiale. L'OKH accettò ed nel 1936 autorizzò Krupp ad iniziare lo sviluppo di una serie di cannoni di calibro compreso tra 150 e 280 mm, da consegnare entro il 1939 nell'ambito del programma di emergenza Sofort-Programe.
I tre cannoni "Theodor" furono consegnati nel 1937. Due equipaggiarono la Eisenbahn-Artillerie-Batterie 674 (674ª batteria artiglieria ferroviaria), che all'inizio della campagna di Francia sostenne, da Ettenheim, il XXV Corpo d'armata durante l'attraversamento del Reno. Da luglio 1941 i cannoni furono assegnati, per il resto della guerra, alla difesa costiera con la Eisenbahn-Artillerie-Batterie 664 e Eisenbahn-Artillerie-Batterie 674 a Saint-Jean-de-Luz e Hendaye, vicino alla frontiera con la Spagna.
Dopo lo sbarco in Normandia entrambe le batterie riuscirono a ritirarsi in Germania a partire dal 1º settembre 1944, dopo il quale non si hanno notizie di eventuali operazioni.

## Tecnica
Tre 24 cm SK L/40 C/94 furono incavalcati su nuovi impianti basati sul sistema E.u.B. (Eisenbahn und Bettungsgerüst, piattaforma ferroviaria e di tiro), impiegato con gli stessi cannoni sui 24 cm SK L/40 "Theodor Karl" durante la prima guerra mondiale. I nuovi impianti, sempre con affusto a trave su due carrelli a 4 assi, non montavano più la piastra circolare inferiore ed i rulli posteriori originali, quindi per il puntamento grossolano (essendo il brandeggio della culla sull'affusto limitato a 40') si caricava l'intero impianto su una piattaforma girevole Vögele (Vögele-Drehscheibe). La piattaforma girevole Vögele era costituita da una guida circolare intorno ad un perno rotante, che sostenevano una piattaforma girevole sulla quale l'affusto ferroviario, su due carrelli ferroviari a 8 assi, veniva caricato grazie ad una rampa. La piattaforma era dotata alle estremità di rulli che poggiavano sulla guida esterna. La piattaforma aveva una portata di 300 tonnellate, abbastanza per poter sostenere la maggior parte dei cannoni ferroviari tedeschi. Per il caricamento il cannone doveva essere portato ad alzo 0° dopo ogni colpo. Il principale adattamento per l'uso terrestre fu l'introduzione di un grosso contrappeso appena dietro agli orecchioni per bilanciare il peso della bocca da fuoco; questa soluzione, pesante ma semplice, evitava l'adozione di equilibratori.

## Munizionamento
Le munizioni venivano portate alla culatta usando un carrello a quattro ruote, che veniva sollevato da terra o dal carro munizioni da una gru nella parte posteriore dell'affusto. Il cannone utilizzava il sistema standard sui grossi calibri navali tedeschi, basato su una carica di lancio principale in bossolo di ottone, che garantiva la tenuta dei gas di sparo, e su una carica aggiuntiva in sacco di seta. Erano disponibili quattro tipi di granata, inclusa la Siegfried-Granate, una munizione speciale a lunga gittata sviluppata dall'esercito.
| Nome                                   | Tipo                                                                     | Peso     | Carica         | Velocità alla volata | Gittata  |
| -------------------------------------- | ------------------------------------------------------------------------ | -------- | -------------- | -------------------- | -------- |
| Sprenggranate L/4.2 m Bdz u. Kz. m Hb  | granata HE, con spoletta anteriore e posteriore, con cappuccio balistico | 148,5 kg | 16,4 kg di TNT | 810 m/s              | 26.750 m |
| Panzer-Sprenggranate L/4.1 m Bdz. m Hb | granata AP, con spoletta posteriore, con cappuccio balistico             | 151 kg   | 14,9           | ?                    | ?        |